# Аррунт (сын Порсенны)
Аррунт (лат. Arruns; ум. 506 или 504 до н. э.) — этрусский военачальник, сын царя Клузия Ларса Порсенны.
Участвовал в войне с римлянами и осаде города. Будучи впечатлен храбростью римлян и поступком Муция Сцеволы, на созванном этрусками военном совете предложил своему отцу прекратить поддержку Тарквиния Гордого и начать переговоры с римлянами .
После заключения выгодного для этрусков мира получил от Порсенны половину армии и продолжил военные действия в Лации. В ходе войны с Арицией столкнулся с коалицией латинских городов и кумских греков. В битве при Ариции в 506 или 504 до н. э. этрусская армия была разбита греческим стратегом Аристодемом, а сам Аррунт погиб .